# Usedoms Botanischer Garten Mellenthin
Usedoms Botanischer Garten Mellenthin ist eine private Sammlung von mehr als 1000 verschiedenen winterharten Pflanzen auf der Ostseeinsel Usedom.

## Allgemeines
Der Botanische Garten ist auf eine rein private Initiative zurückzuführen. Daher wird in ihm die erholungsbietende Komponente eines Botanischen Gartens der wissenschaftlichen vorgestellt, dessen ungeachtet erfolgt ein Beitrag zur Umweltbildung durch die Pflanzenbeschriftung in den Sprachen Latein, Deutsch und Polnisch. In ihm wurden seit dem Beginn der Anpflanzungen im Oktober 2006 mehr als 50.000 Pflanzen (exklusive den Frühjahrsblüher Zwiebeln) auf einer Fläche von 60.000 Quadratmeter gepflanzt. Die Sammlung der Pflanzen dieses Botanischen Gartens ist nicht, wie meist üblich, nach ihrer Herkunft, sondern eher nach ihrer Systematik angeordnet. Die Standorte der einzelnen Pflanzen wurden durch die natürlichen Gegebenheiten des umgeplanten Ackergrundstückes bestimmt und demgemäß in die Örtlichkeit eingebettet. Zur Anordnung und Verteilung wurden zusätzlich insgesamt 750 Tonnen Natursteine, oder Feldsteine in Usedoms Botanischem Garten Mellenthin gesetzt.

## Anordnung des Gartens
Usedoms Botanischer Garten besteht aus 14 Einzelgärten. Nahezu alle Einzelgärten sind mit Hecken umgrenzt, so dass diese nur einzeln einsehbar sind und somit erst beim Betreten des jeweiligen Themenbereiches das „Einzelgarten-Erlebnis“ beim Betrachter ausgelöst wird.

### Der Grüne Garten
In ihm befindet sich vorwiegend eine Sammlung an Nadelbäumen und einigen immergrünen Bodendeckern. Ebenfalls befinden sich hier ca. 8000 Tulpen (Tulipa) [IV - V], Azaleen (Rhododendron) [V], Bodendeckerrosen (Rosa) [VI - X] und Glocken-Heide (Erica tetralix) [IX – XI]. Abgegrenzt wird dieser Einzelgarten durch eine Hecke aus Liguster (Ligustrum vulgare) [VI - VII].

### Der Frühe Blumengarten
Hier findet man vor allem Stauden, die im späten Frühjahr und frühen Sommer ihre Blütenphasen haben. Des Weiteren sind hier Kastanien gepflanzt, die sich wie ein natürliches Dach über den Innenbereich dieses Gartens entwickeln sollen. Nach Süden ist dieser Garten durch eine Hecke von Prachtspiere (Spiraea vanhouttei) [V – VI] und nach Norden durch eine Blütenhecke abgegrenzt. Zusätzlich blüht dieser Garten mit unzähligen Hyazinthen (Hyacinthus) [III - IV].

### Der Rosengarten
Der Rosengarten zeigt mehr als 100 verschiedene Rosen (Rosa), welche mit bodendeckenden Pflanzen und Bodendeckerrosen unterpflanzt sind. Die einzelnen Rosenbeete sind mit Buchs (Buxus sempervirens) abgegrenzt, der Rosengarten ist mit einer Feldahornhecke (Acer campestre) umzäunt.

### Der Späte Blumengarten
Hier finden sich im Gegensatz zum Frühen Blumengarten vor allem, aber nicht nur Stauden, welche im späten Sommer und im Herbst ihre Blütenphasen haben. Zusätzlich blühen hier unzählige Schneeglöckchen (Galanthus) [II – IV], Märzenbecher (Leucojum vernum) [III – IV] und Krokusse (Crocus) [II – IV].

### Der Garten am Hang
Drei Feldsteinterrassen bilden das Kernelement dieses Blumengartens. Dieser Garten zeichnet sich durch eine ausgewogene Gewichtung von „früh“ und „spät“ blühenden Stauden aus. Mehr als 150 Waldreben (Clematis) [VI – IX] und mehr als 250 Teppich- und Polster-Phlox (Phlox subulata) [V – VI] beranken die Steinterrassen von unten und oben. Zusätzlich findet sich hier eine bunte Mischung von Frühjahrsblühern diesen Garten. Der Garten am Hang ist durch Grüne Hecken-Berberitze (Berberis thunbergii) [V] abgegrenzt.

### Die Liegewiese
Dieser Themenbereich ist durch sein großes Teich- und Bachlaufsystem gekennzeichnet, wird durch Sitz- und Picknickgelegenheiten seinem Namen gerecht und grenzt unmittelbar an das Waldstückchen. Die Liegewiese ist von Wildflieder (Syringa vulgaris) [V], Hainbuche (Carpinus betulus) und Blutbuche (Fagus sylvatica purpurea) umschlossen.

### Der Mischwald
Das natürlich gewachsene Waldstückchen ist begehbar und ist in seiner Unverfälschtheit nicht verändert. Der halbrunde Waldrand spendet viel Schatten und beherbergt zusätzlich einige heimische Vögel.

### Der Nutzgarten
Der Nutzgarten beherbergt die üblichsten dort heimischen Obstbäume und Obststräucher, so z. B. Apfel (Malus), Birne (Pyrus), Kirsche (Prunus cerasus), Pfirsich (Prunus persica) etc. Besonders sehenswert ist die Blütezeit im Frühjahr in diesem Gartenbereich. Auch ein kleiner Weinberg mit unterschiedlichsten Weinreben (Vitis) [V - VI] ist hier zu sehen. Umzäunt ist der Nutzgarten mit Roter Heckenkirsche (Lonicera xylosteum) [V – VI], Wildem Hopfen (Humulus lupulus) [VI – IX] und einer gemischten Vogelhecke.

### Der Heidegarten
Wie der Name schon verrät, finden sich dort sowohl verschiedenste Heidearten von Sommerheide (Calluna vulgaris) [VIII – IX] bis Winterheide (Erica carnea) [III – VI] und Irischer Glockenheide (Daboecia cantabrica) [VIII – X]. Hier wachsen auch mehr als 7000 Tulpen (Tulipa) in allen Farben. Gen Norden grenzt eine Hecke aus Sanddorn (Hippophae rhamnoides) [IV – V] und gen Süden eine Hecke aus Europäischen Eiben (Taxus baccata) dieses Teilstück aus Usedoms Botanischem Garten Mellenthin ab.

### Der Kräutergarten
Dieser Gartenabschnitt ist der kleinste Gartenbereich, er zeigt ca. 20 verschiedene Küchenkräuter.

### Der Rhododendrengarten
Im Mai jeden Jahres blüht die Alpenrose (Rhododendron). Die 2007 gepflanzten Rhododendrenpflanzen haben noch lange nicht ihre Endhöhe von 2 – 5 m erreicht. Um die Blütezeit dieses Einzelgartens zu vergrößern, sind die Rhododendrenbeete teilweise mit sommerblühenden Bodendeckern bepflanzt, ebenso mit Hortensien (Hydrangea) [VII – IX] und Garteneibisch (Hibiscus) [VI – IX].

### Der Ziersträuchergarten
Um den Einsatz von chemischen Gartenpflegemitteln zu minimieren, ist vor allem bei der Schädlingsbekämpfung auf die natürliche Hilfe der Vögel gesetzt worden. Dies und die unterschiedliche Form- und Farbgestaltung von Ziersträuchern waren Beweggrund, auch solche in dem Garten anzulegen.

### Der Teiche-/Wasserpflanzengarten
Der zweitkleinste Gartenbereich ist der Teiche- und Wasserpflanzengarten. Er zeigt sowohl Wasser-, als auch Uferpflanzen. Von hier aus führt ein separater Weg auf den angelegten begehbaren Wall, welcher einen Blick aus erhöhter Perspektive über den ganzen Garten erlaubt. Dieser Wall endet im Steingarten.

### Der Steingarten
Der letzte Einzelgarten ist durch eine Vielzahl von Feldsteinen charakterisiert, die sich durch Form, Größe und Farbe unterscheiden. Auch hierfür wurden die passenden Pflanzen ausgesucht. Mit dem Steingarten endet der Rundgang.